# ويكيبيديا وتدقيق الحقائق
ويكيبيديا وتدقيق الحقائق يتحمل مجتمع محرري ويكيبيديا المتطوعين مسؤولية كبيرة في التحقق من صحة محتوى الموقع. يهدفون إلى تقليل انتشار االمعلومات المضللة والمغلوطة وغير الدقيقة من خلال المنصة. تُعد ويكيبيديا واحدة من أبرز المواقع المفتوحة المصدر المجانية، حيث تتيح لملايين الأشخاص القراءة، التحرير، ونشر آرائهم دون مقابل. ولهذا السبب، تعمل ويكيبيديا بجهد لتقديم مصادر موثوقة لقرائها، حيث يُعتبر التحقق الدقيق أحد جوانب الموثوقية الأوسع التي تتمتع بها ويكيبيديا.
تركز العديد من الدراسات الأكاديمية حول ويكيبيديا على تحليل حدود موثوقيتها، وتوثيق طرق استخدام ويكيبيديا للتحقق من الحقائق وأثر هذا الاستخدام. ومع ذلك، يمكن أن تعاني بعض مقالات ويكيبيديا من جودة منخفضة، بما في ذلك تناقضات ذاتية أو نقص في الدقة، مما يجعلها بحاجة إلى تحسين وتطوير. تستخدم المنصات الكبيرة بما في ذلك يوتيوب وفيسبوك محتوى ويكيبيديا لتأكيد دقة المعلومات في مجموعات الوسائط الخاصة بها.

## استخدام ويكيبيديا للتحقق من الحقائق
تعتبر ويكيبيديا بمثابة مورد عام للوصول إلى المعلومات الحقيقية. على سبيل المثال، كان وباء كوفيد-19 موضوعًا مهمًا اعتمد الناس فيه على ويكيبيديا للحصول على معلومات حقيقية. يعد السعي للحصول على ثقة الجمهور جزءًا رئيسيًا من فلسفة النشر في ويكيبيديا. أشارت العديد من استطلاعات الرأي والدراسات التي أجريت بين القراء إلى ثقة الجمهور في عملية ويكيبيديا لمراقبة الجودة. بشكل عام، يستخدم الجمهور ويكيبيديا لمواجهة الأخبار الكاذبة.

#### التحقق من صحة الحقائق على يوتيوب
في مؤتمر ساوث باي ساوث وست لعام 2018، أعلنت الرئيسة التنفيذية لشركة يوتيوب سوزان فوجسيكي أن YouTube يستخدم ويكيبيديا للتحقق من مقاطع الفيديو التي يستضيفها يوتيوب. لم يتشاور أحد في موقع يوتيوب مع أحد في ويكيبيديا بشأن هذا التطور، وكانت الأخبار في ذلك الوقت بمثابة مفاجأة. كان الهدف في ذلك الوقت هو أن يستخدم موقع يوتيوب ويكيبيديا كوسيلة لمواجهة انتشار نظريات المؤامرة . ويتم ذلك من خلال إضافة مربعات معلومات جديدة أسفل بعض مقاطع الفيديو على موقع يوتيوب، وبالتالي جذب نظريات المؤامرة.

#### التحقق من الحقائق على الفيسبوك
يستخدم فيسبوك ويكيبيديا بطرق مختلفة. في أعقاب الانتقادات التي وجهت إلى فيسبوك في سياق الأخبار المزيفة حول الانتخابات الرئاسية الأمريكية لعام 2016، اعترف فيسبوك بأن ويكيبيديا لديها بالفعل عملية راسخة للتحقق من الحقائق. تضمنت استراتيجية فيسبوك اللاحقة لمكافحة الأخبار المزيفة استخدام محتوى من ويكيبيديا للتحقق من الحقائق. في عام 2020، بدأ فيسبوك في تضمين معلومات من مربعات معلومات ويكيبيديا في لوحات المعرفة المرجعية العامة الخاصة به لتوفير معلومات موضوعية.

#### مدققو الحقائق المحترفون
يتبنى مايك كولفيلد وسام واينبرج نهجًا للتحقق من الحقائق كنوع من محو الأمية الإعلامية، ويقترحان أن الباحثين عن المعلومات يؤكدون على القراءة الجانبية (أو قراءة مصادر موثوقة متعددة بدلاً من فحص مصدر واحد بدقة)، بما في ذلك استخدام ويكيبيديا كنقطة انطلاق للتعرف على موضوع ما.
نصحت رينيه دي ريستا ‏ في كتابها الصادر عام 2024 ضحايا الشائعات أو المعلومات المضللة أو المعلومات المضللة بضمان توفر المعلومات الواقعية عبر الإنترنت، بما في ذلك على ويكيبيديا، خاصة في عصر تعتمد فيه روبوتات الدردشة الذكية غالبًا على ويكيبيديا للحصول على المعلومات.

## التحقق من الحقائق في ويكيبيديا
التحقق من الحقائق هو أحد جوانب عملية التحرير العامة في ويكيبيديا. يقوم مجتمع المتطوعين بتطوير عملية للرجوع إليها والتحقق من الحقائق من خلال مجموعات المجتمع مثل مشروع ويكي. تتمتع ويكيبيديا بسمعة طيبة في تعزيز ثقافة التحقق من الحقائق بين محرريها. تعتمد عملية التحقق من الحقائق في ويكيبيديا على نشاط مجتمع المتطوعين من المساهمين، الذين بلغ عددهم 200 ألف اعتبارًا من عام 2018.
لا يزال تطوير ممارسات التحقق من الحقائق مستمرًا في مجتمع تحرير ويكيبيديا. كان أحد التطورات التي استغرقت سنوات هو قرار المجتمع في عام 2017 بإعلان مصدر إخباري معين، وهو الديلي ميل، بأنه غير موثوق به بشكل عام كمرجع للتحقق من الادعاءات. من خلال المبادئ التوجيهية الصارمة بشأن إمكانية التحقق ، نجحت ويكيبيديا في مكافحة المعلومات المضللة. وفقًا لإرشادات ويكيبيديا، يجب أن تكون جميع المقالات الموجودة على "المساحة الرئيسية" لويكيبيديا قابلة للتحقق.

#### مقالات تناقضية
المقال المتناقض هو المقال الذي يتناقض مع نفسه. تم إجراء تجربة لاكتشاف المقالات المتناقضة ذاتيا على ويكيبيديا باستخدام نموذج تم تطويره يسمى "شبكة عصبية للتناقض الزوجي"(PCNN).

## القيود
عندما تتعرض ويكيبيديا للتخريب ، قد تقوم المنصات التي تعيد استخدام محتوى ويكيبيديا بإعادة نشر هذا المحتوى الذي تعرض للتخريب. في عام 2016، وصف الصحفيون كيف أن التخريب في ويكيبيديا يقوض استخدامها كمصدر موثوق.
التخريب محظور بموجب ويكيبيديا. يقترح الموقع الخطوات التالية للمبتدئين عديمي الخبرة للتعامل مع التخريب: الوصول، والتراجع، والتحذير، والمراقبة، وأخيرًا الإبلاغ.
في عام 2018، كان فيسبوك ويوتيوب من المستخدمين الرئيسيين لموقع ويكيبيديا لوظائف التحقق من الحقائق، لكن هذه المنصات التجارية لم تساهم في عمليات ويكيبيديا المجانية غير الربحية بأي شكل من الأشكال.

## ملحوظات
1. تحتوي مقالة التناقض الذاتي على زوج واحد على الأقل من عبارتين تتعارضان مع بعضهما البعض ويتم تقديمهما على أنهما حقيقة.